# حسان ترکی عطیه
حسان ترکی عطیه (عربی: حسان تركي عطيه؛ زادهٔ ۱ ژوئیهٔ ۱۹۸۱) یک بازیکن فوتبال اهل عراق است.
از باشگاه‌هایی که در آن بازی کرده‌است می‌توان به النفط، دهوک، و تیم ملی فوتبال عراق اشاره کرد.
وی همچنین در تیم ملی فوتبال تیم ملی فوتبال عراق بازی کرده است.